# 리쓰메이칸 아시아 태평양 대학
리쓰메이칸 아시아 태평양 대학(일어: 立命館アジア太平洋大学, 영어: Ritsumeikan Asia Pacific University)은 일본 오이타현 벳푸시에 위치한 명문 사립대학이다. THE 세계대학 랭킹기준으로, 서일본 사립대학 1위에 랭크되어 있으며, 문부과학성에서 선정한 슈퍼 글로벌대학이다. 학생 절반이 유학생으로 이루어져 있고 영어와 일본어 두가지 언어를 모두 배울 수 있는 환경으로 구성되어 있다.

## 개관

### 건학의 정신
건학의 정신은 ‘자유와 청신(清新)’. 기본 이념은 ‘자유, 평화, 휴머니즘’, ‘국제 상호 이해’, ‘아시아 태평양의 미래 창조’이다.

## 연혁
- 1995년 학교법인 리쓰메이칸이 신대학 설립 준비위원회를 발족
- 1996년 리쓰메이칸 아시아 태평양 대학 설치 기성동맹회(期成同盟会) 설립 총회 개최. 아시아 태평양 연구센터 발족. 신대학 설립위원회 발족. 대학명칭이 ‘리쓰메이칸 아시아 태평양 대학’으로 결정. 어드바이저 커미티(Advisor Committee) 100명 도달. 아시아 태평양 지역의 6개국 11대학, 연구 기관과 대학간 협정 합동 체결식을 개최. 리쓰메이칸 태평양센터(RCAPS: Ritsumeikan Center for Asia Pacific Studies, ‘알 캡스’라 읽음)를 설립
- 1997년 ‘아시아 태평양학 연구회’발족. 리쓰메이칸 아시아 태평양 대학 설치 기본 협정 조인식이 열림. 리쓰메이칸 아시아 태평양 대학 설치 사업 구성 공사 기공식을 거행.
- 1998년 문부과학성에 설치 인가 신청서를 제출. 한국 서울에 사무소 개설. 인도네시아 사무소 개소식. 어드바이저 커미티 200명 도달. 리쓰메이칸 아시아 태평양 대학 건축공사 기공식을 거행.
- 2000년 리쓰메이칸 아시아 대학 초대학장에 사카모토 카즈이치(坂本和一) 리쓰메이칸 부총장이 취임. 리쓰메이칸 아시아 태평양 대학 준공식을 거행. 리쓰메이칸 아시아 태평양 대학 개학, 일본 포함 28개국, 지역으로부터 719명이 제1기생으로 입학. 아시아태평양학부(APS), 아시아태평양매니지먼트학부(APM)를 설립. APU 개학식 개최. APU 페스티벌 개최.
- 2003년 리쓰메이칸 아시아 태평양 대학 대학원 개설. 대학원 아시아태평양 연구과, 경영관리연구과를 설치. APU교우회 결성. 제1회 학원제 ‘천공제(天空祭)’가 개최됨.
- 2005년 Homecoming Day 제1회 APU교우회총회 개최. 수용 정원 추가에 관한 학칙변경 인가에 따라 입학정원이 아시아태평양학부는 445명에서 650명으로, 아시아태평양메니지먼트학부는 445명에서 600명으로 증가해 학생 전체 수용 정원이 5,000명이 됨.
- 2006년 오이타 대학과 포괄적 교류협정을 체결. 국제사회공헌센터(ABIC：Action for a Better International Community)와 학술교류협정을 체결. 인스티튜트 ‘Crossover Advanced Program’ 설치. 대학원 아시아태평양연구과에 ‘일본 독일 공동 석사과정 프로그램: 국제 원료유통 매니지먼트 프로그램(IMAT)’을 개설.
- 2007년 뉴 챌린지에 따른 건설사업 준공식. 일본의 교육기관으로는 처음으로 ‘세계관광기관(UNWTO)과 아시아태평양지역의 투어리즘 및 호스피탤러티 매니지먼트에 관한 교육, 연구 그리고 업계지원활동을 상호 협력하기 위한 각서’를 체결.
- 2008년 난부 요이치로 아카데믹 어드바이저가 노벨물리학상 수상.
- 2009년 아시아태평양매니지먼트학부를 국제경영학부로 명칭 변경. 2009년 스탠포드대학과신에너지 연구협정을 체결.

## 특징

### 일영이언어(日英二言語) 교육 시스템
재학생수는 2015년 기준 5881명이다. 학생수와 교원의 수가 외국국적의 다문화, 다언어 환경인 APU는 영어와 일본어 이언어(二言語) 교육 시스템을 실천하고 있다. 현실적으로 완전한 일영이언어 교육 시스템에 모든 학생들이 2년동안 언어를 집중적으로 교육받을 수 있는 시스템이 마련되어 있어, 실제로 일본어를 할 줄 모르는 국제학생들이 입학하여 3학년때부터는 일본어로 전공수업을 들을 수 있도록 하고 있다. 특히나 한국, 중국, 대만 등의 한자 문화권에서 영어기준으로 진학한 학생들의 경우, 졸업후에는 일어에 더 능통해 질 수도 있다.

### 장학금
30%, 50%, 65%, 80%, 100%의 5단계의 학비감면제도가 있어 퇴학사유에 해당하는 행동을 하지 않는 이상, 원칙적으로 4년간 적용된다. 많은 한국 학생이 장학금을 받아왔으며 입학 후에도 여러 장학금을 받을 기회가 있다. 학교 장학금 홈페이지에 따르면, 약 80퍼센트의 학생이 학비감면 혹은, APU와 협정된 기업체의 장학금, 오이타 시에서 받는 장학금을 받고 있다. 하지만, APU와 협정된 기업체나, 오이타 시에서 주는 장학금은 기준이 까다롭고 받기 힘들기 때문에 학비 감면 장학금이 대부분의 학생들에게 유일한 장학금이다. 학비 감면 장학금은 대체로 국민소득이 낮은 국가출신의 유학생들이 많이 받고 있다.

### 논란
개교초기 학생 유치를 위해, 외국인이기만 하면 입학이 가능했다. 그 결과 영어전형으로 입학했지만 영어를 전혀하지 못하거나, 일어전형으로 입학했으나 일어를 전혀 하지는 못하는 학생이 많았다. 하지만 이 문제는 현재 유학파 출신들이 대거 입학하면서 학교 수준이 어느정도 많이 올라왔다. 적어도 영어는 기본으로 하는 학생들이 입학해, 입학후에 일어에 집중할 수 있는 학생들이 많아졌다. 한국학생들 역시 유학경험이 있거나, 외고, 국제고, 자사고 등의 특목고 학생들이 많이 입학했기 때문에 개교초기보다는 학교 수준이 많이 높아졌다. 취업률에 대한 정보도 많이 부풀려 있는데 취업률 95프로는 '취업희망자 중 95프로이다'. 취업을 희망하지 않는 학생들과, 유학생들이 자국으로 돌아가는 경우는 포함하지 않아 실질적인 취업률은 95프로가 아니다. 그리고 APU는 벳부시와의 단합으로 벳부시 경제 활성화를 위해 개교했기 때문에 학생들을 상대로 장사를 한다. 예를 들어 1년 버스비가 10만엔이고, 벳부 시골의 산꼭대기 기숙사가 49000엔이고, 벳부 시내 야칭도 기본 5~6만엔 한다.

### 언어교육 센터
일본어 영어에 의한 정규 프로그램 외에 언어교육 센터에서는 아시아태평양 지역의 6언어 커리큘럼을 제공해, 액티브 러닝 등의 프로그램과 연동 시키고 있다.
- 아시아태평양 언어 Asia Pacific Languages

아시아태평양 지역의 언어인 중국어, 한국어, 말레이어, 인도네시아어, 스페인어, 태국어, 베트남어 7언어를 입문 레벨부터 상급 레벨까지 수강할 수 있다. APU에서는 ‘AP언어’라 부른다. 그 중 중국어, 한국어는 인기도가 정말 높다.

### 액티브 러닝
액티브 러닝(Active Learning)은 일본 국내, 세계 각지에서 행해지는 현지 참가형 학습의 총칭이다. APU에서는 배움의 기본 요소로써 ‘지식’, ‘경험’, ‘교류’ 3개 요소가 중요하다는 걸 바탕으로 실천적 학습이나 체험을 중시한 프로그램인 액티브러닝을 발전시키고 있다.
- 인턴십(Internship)

기업, 행정기관, NPO・NGO등 실무 경험을 쌓아 일정의 조건을 만족시키면 과목 등록이 가능.
- 교환 유학(Study Abroad)

학생 교환협정을 체결한 해외 협력 대학에 1년 혹은 1학기간 유학하는 제도
- 영어/AP언어 이머전 프로그램(English/AP Language Immersion Programs)

언어운용능력에 중점을 둔 해외 연수 프로그램으로 APU독자적인 프로그램과 리쓰메이칸 대학과 공동 실시 프로그램이다.
- 필드 스터디(Field Study)

교원과 함께 학외에서 조사 활동을 행하는 정규과목. 현지에서 조사, 분석에 필요한 기술을 배운다.
- 테마 베이스형 프로그램(Theme Based Programs)

‘에코 투어리즘’, ‘환경’ 같은 테마별로 프로그램이 짜 현지에서 조사 활동 등을 행하는 프로그램. 하기, 동기에 단기 프로그램으로 실시 한다.

### 입학 제도/졸업제도
- 입학제도

APU에서는 년2회(봄학기・가을학기)입학 가능한 시스템이다. 영어 혹은 일본어로 수험이 가능, 기본적으로 면접 시험에 응해야 한다. 2020년부터, 1차서류에 통과해야만 2차 면접 시험의 기회가 주어지고 있다.
- 졸업제도

졸업식 또한 년2회 있다. 최소 학점은 총 124점이 되어야 졸업이 가능하다. 영어기준으로 입학한 학생은 일어과목으로 학점을 최소 24점, 영어과목으로 학점을 최소 16점, 전공과목으로 최소 62점, 교양과목으로 최소 20점을 채워야 졸업한다. 반대로 일어기준 학생은 영어과목으로 학점을 최소 24점, 일어과목으로 16점, 전공과목으로 최소 62점, 교양과목으로 20점을 채워야한다. 조기졸업제도가 있어, 학생이 신청하여 학교에서 승낙하면 3년만에 졸업할 수도 있다.

## 대학 관계자와 조직

### 어드바이저 커미티
어드바이저 커미티는 APU를 지원하는 조직으로서 1996년 설립되 멤버는 세계각국 원수, 대사를 포함 일본을 대표하는 경제계 요인으로 구성되어 있다. 2007년 1월 현재 명예위원은 8명, 인터내셔널 위원은 10명, 앰배서더 멤버 62명, 사무인 5명, 대표사무인 3명 위원 199명 합계 287명으로 구성되어 있다.

## 시설

### AP하우스
APU에서는 AP하우스라는 기숙사가 있어, 국제학생 신입생 전원이 AP하우스에 입거한다. 일본 생활을 모르는 국제학생들이라도 AP하우스에서 생활함에 따라 일본에 적응할 수 있다. 기숙사부터 캠퍼스까지는 걸어서 약 10분이다. 일본 학생도 1학년 때는 AP하우스에 입거할 수 있어(입시합격후, 서류 심사) 일본에 있으면서도 이문화 생활이 가능 타민족에 대한 이해를 높일 수 있다. (국제학생 3 : 국내학생 1의 비율) AP하우스는 APU의 매력중 하나다. RA라는 제도가 있어 AP하우스의 리더적 존재로 활약한다. 월간 기숙사비는 39000엔에서 최근 49000엔으로 올랐다. 입주비, 보험비, 보증금 또한 따로 있다.
AP하우스는 하우스1과 하우스2로 나뉘어 있다. 하우스1에는 웨스트동, 이스트동, 이스트2동, 하우스2는 L동, R동과 R 2동, 합계 6개동이 있다. 그 가운데 이스트2동과 R 2동 룸은 셰어 타입이며 그 외 동은 개인실이다.
AP하우스의 공유시설로는 목욕탕, 인터넷실, 스터디룸, 로비에는 무선넷, 당구대(큐와 공 포함), 탁구대(라켓과 볼 포함), 테이블 풋볼(볼 포함)을 무료로 사용 가능하다.
각 층에는 부엌, 샤워실, 창고가 있다. 부엌에는 IH히터, 테이블과 의자가 있다. 창고에는 공유 청소기, 다리미, 이불건조기가 설치되어 있다. 조리기구는 준비되어 있지 않아, 개인이 준비해야되며, 세탁기와 건조기는 동전을 넣고 사용이 가능하다.
각 방에는 침대, 책상, 의자, 냉장고, 에어컨, 램프, 이불(시트 포함), 전화, 모뎀(인터넷 사용 무료), (서랍장, 옷장)이 있다. 그 외 개인방에는 화장실, 세면대가 있다. 셰어 타입 방에는 화장실과 세면대가 없으나 각 층에는 설치되어 있다.

## 교육 및 연구

### 학부

#### 아시아태평양학부
문화・사회의 다양성의 가운데 복잡화하는 아시아태평양지역의 질서 형성이나 지속성에 관한 ‘사회학’, ‘국제관계론’, ‘지역 연구’를 기본으로 배운다. 약칭 ‘APS(College of Asia Pacific Studies)’. 학위는 학사(아시아태평양학).
- 아시아태평양학과
  - 문화&사회&미디어 Culture, Society, and media
  - 국제관계&평화학 International relations and Peace studies
  - 관광학 Tourism and Hospitality
  - 환경&개발 Environment and Development studies

#### 국제경영학부
다이나믹하게 발전하는 아시아태평양지역의 비즈니스 사회에 관해 새로운 가치 창조를 실천 가능한 리더에게 필요한 경영학을 배운다. 약칭 ‘APM(Ritsumeikan Asia Pacific University, College of International Management)’. 학위는 학사(경영학).
- 아시아태평양 매니지먼트 학과
  - 회계 및 파이낸스 분야 Accounting and Finance
  - 기업전략 및 조직운영 분야 Strategic Management and Organization
  - 이노베이션 및 경제 분야 Innovation & Economics
  - 마케팅 분야 Marketing

### 대학원
대학원은 학부교육의 연장선으로서 아시아태평양 연구과와 경영관리 연구과(경영대학원 MBA)가 설치되어있다. 전자에는 아시아태평양학 전공(박사전기・후기과정)과 국제협력정책전공(박사전기과정)가 설치되어 수료하면 각각 석사(아시아태평양학)・박사(아시아태평양학) 혹은 석사(국제협력정책) 학위를 받을 수 있다. 후자에는 경영관리전공이 설치되 석사(경영 관리) 학위 취득이 가능하다. 또한 수업은 전부 영어로 이루어진다.
- 아시아태평양연구과 GSA: Graduate School of Asia Pacific Studies
  - 아시아태평양학 전공 (박사전기과정, 박사후기과정) [Major] APS: Master's/Doctorate In Asia Pacific Studies
    - 현대일본연구 프로그램 (박사전기과정) [Degree]: Major Master of Science in Asia Pacific Studies

  - 국제협력정책전공 (박사전기과정) [Degree]: ICP: Master's in International Cooperation Policy
    - 건강 매니지먼트 프로그램 (박사전기과정) [Degree]: Master of Science in International Cooperation Policy (Public Health Management)

  - 국제원료유통 매니지먼트 프로그램 (석사과정) [IMAT]: International Material Flow Management Program
    - 일독(日独)공동 석사 환경관리 프로그램 Japan-Germany Dual Master's Degree Program in Environmental Management
- 경영관리연구과 MBA: Graduate School of Management
  - 경영관리전공 (석사과정)
  - 지속경제・경영시스템 디자인 프로그램 Comparative Institution Design for Transition Economy and Business Management

### 부속기관
- APU라이브러리
- APU미디어센터
- 리쓰메이칸 아시아태평양 연구센터　[RCAPS]: Ritsumeikan Center for Asia Pacific Studies
  - 글로벌 무브먼트 Global Movement Studies
  - 리소스 시큐어러티 Resource Security
  - 휴먼 케이퍼빌러티와 이노베이션 Human Capability and Innovation
- 언어교육센터　Center for Language Education
- 국제 협력・연구부
- 아시아 태평양 대학 공자학원

### 연구지원사업 채택 예

#### 문부과학성
- 현대적 교육 수요 대처 지원 프로그램
  - 2007년 학생력을 활용한 지역에싀 환원교육 시스템−지역과 학생이 함께 만드는, 벳푸・센토(別府・泉都) 관광 르네상스・프로그램−
  - 2006년 글로벌 인재 양성을 위해 커리어 교육
  - 2004年 JWP: Japan & World Perspectives Program
- 대학원 교육 개혁 지원 프로그램
  - 2007년 리쓰메이칸 아시아 태평양 대학 MBA 프로그램
- 새로운 사회적 필요에 대응한 학생 지원 프로그램
  - 2007년 학생에 의한 젊은이와 사회를 위한 자주활동 지원
- 국비외국인 유학생(연구유학생)의 우선 배치를 행하는 특별 프로그램
  - 2007년 혁신과 창조를 가져다 준 ‘이노베이션과 기술경영’인재 육성 프로그램
  - 2006년 일본-EU/문이과에 걸친 대학원 공동 학위 프로그램
  - 2006년 이행경제・경영 시스템・디자인 프로그램
- 대학교육의 국제화 추진 프로그램
  - 2005년 글로벌 액티브 러닝의 개발(지식, 경험, 교류를 연동시킨 교육 프로그램)
- 특색있는 대학교육 지원 프로그램
  - 2004년 다언어환경에 의한 일영이언어교육 시스템

#### 경제산업성
- 지원지역 서비스 산업인재교육사업
  - 2005년 관광경영인재육성프로그램개발 프로젝트

#### 경제 산업성 및 문부과학성
- 아시아 인재 자금 구상

## 같이 보기
- 리쓰메이칸 대학